# Kerutagi, Sindgi
Kerutagi là một làng thuộc tehsil Sindgi, huyện Bijapur, bang Karnataka, Ấn Độ.